# Pristimantis riveti
Pristimantis riveti es una especie de anfibio anuro de la familia Craugastoridae.

## Distribución
Esta especie es endémica del sur de Ecuador. Habita entre los 2 620 y 3 600 m de altitud en los Andes.

## Etimología
Esta especie lleva el nombre en honor a Paul Rivet.

## Publicación original
- Despax, 1911 : Mission géodésique de l'Équateur. Collections recueilles par M. le Dr. Rivet. Batraciens anoures. Bulletin du Museum National d'Histoire Naturelle, Paris, vol. 17, p. 90-94[5]